# Arnold Rothstein
Arnold Rotshtein (17 de enero de 1882 – 4 de noviembre de 1928), apodado "The Brain" (el cerebro), fue un mafioso, hombre de negocios y apostador estadounidense que se convirtió en un capo del crimen organizado judeoestadounidense en la ciudad de Nueva York. Se afirmaba ampliamente que Rothstein fue el organizador de la corrupción en los deportes profesionales, incluyendo el escándalo de trampa de la Serie Mundial de 1919 (también conocido como el escándalo de los Medias Negras). 
También fue mentor de futuros jefes del crimen organizado como Lucky Luciano, Meyer Lansky, Frank Costello y muchos otros. Según el periodista Leo Katcher, escritor de varios libros sobre el crimen organizado, Rothstein "transformó el crimen organizado de una actividad brutal a manos de matones en un gran negocio, dirigido como una empresa, con él mismo en la cima". Según el escritor Rich Cohen, Rotshtein fue la persona que primero se dio cuenta de que la Ley Seca en los EE. UU. era una oportunidad para hacer negocios, un medio para hacer una enorme riqueza, y quien "entendió las verdades del capitalismo de principios del siglo (darle a la gente lo que quiere) y llegó a dominarlas". Su notoriedad ha inspirado a varios personajes de ficción basados en su vida, apareciendo en cuentos, novelas, musicales y películas contemporáneos y posteriores.[cita requerida] Considerado uno de los gánsteres más importantes de la historia de Estados Unidos, su popularidad fue tal que inspiró a Francis Scott Fitzgerald para la creación del personaje de Meyer Wolfsheim, socio de Jay Gatsby (protagonista de su famosa novela El gran Gatsby), entre otros muchos personajes del cine, la televisión y la literatura anglosajona.
Se le considera asociado con Alfred Loewenstein, financiero belga, con quien Rotshtein alega haber tenido acuerdos para proveer a Norteamérica con heroína de procedencia europea.
Rotshtein se negó a pagar una gran deuda resultante de un juego arreglado de póquer y fue asesinado en 1928. Su imperio ilegal se desintegró y se distribuyó entre varias otras organizaciones del hampa y condujo en parte a la caída en desgracia del grupo Tammany Hall y al ascenso del reformador Fiorello La Guardia. Diez años después de su muerte, su hermano declaró que la propiedad de Rothstein estaba en la bancarrota.[cita requerida]